# Carsten Klingemann

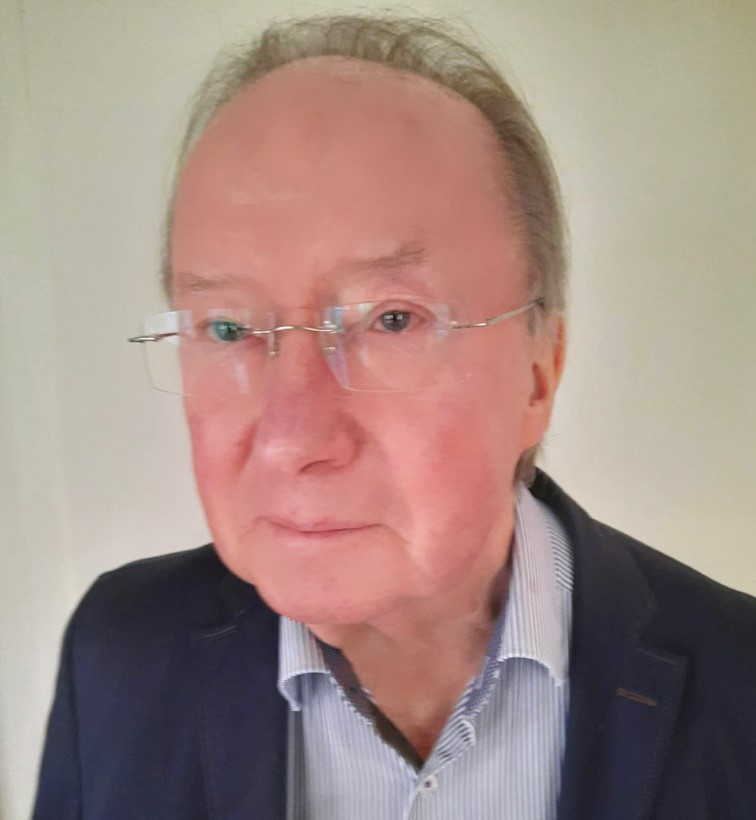
Carsten Klingemann (2022)

Carsten Klingemann (* 29. März 1950 in Celle) ist ein deutscher Soziologe, der bis zu seiner Pensionierung 2015 außerplanmäßiger Professor an der Universität Osnabrück war. Seine Schwerpunkte in der Lehre waren Methoden der empirischen Sozialforschung und Soziologische Theorie. Sein Forschungsschwerpunkt ist die Geschichte der Soziologie in Deutschland, insbesondere in der Zeit des Nationalsozialismus. Er ist Mitherausgeber des Jahrbuchs für Soziologiegeschichte.

## Leben und Werk
Nach dem Besuch der Volksschule in Barnstorf von 1957 bis 1961 und dem 1969 am Gymnasium in Diepholz abgelegten Abitur studierte Klingemann zunächst zwei Semester Mathematik an der Universität Hannover. Dann wechselte für ein Studium der Soziologie, Publizistik und Pädagogik an die Universität Münster, wo er im Dezember 1975 den Magister-Grad erlangte und im Februar 1979 bei Sven Papcke und Arno Klönne promoviert wurde. 1980 erhielt er ein Habilitationsstipendium der Deutschen Forschungsgemeinschaft für sein Forschungsprojekt zur Geschichte der Soziologie im Nationalsozialismus. Er habilitierte sich 1992 an der Universität Osnabrück mit einer kumulativen Habilitation, in die über zwanzig seiner bisherigen Veröffentlichungen eingingen.
Klingemann gehört zu den Soziologiehistorikern, die sich kritisch mit der inzwischen als „Mythos“ angesehenen Darstellung auseinandersetzten, die Soziologie habe im Nationalsozialismus keine Rolle gespielt und sei in Deutschland quasi nach 1945 neu begründet worden. Er vertritt dagegen die These, dass Teilbereiche der Soziologie unter der Herrschaft der Nationalsozialisten einen Aufschwung erlebten, und sich die empirische Soziologie, insbesondere die empirische Sozialforschung, professionalisiert und institutionalisiert habe. Methoden der Sozialforschung seien nach dem Zweiten Weltkrieg nicht ausschließlich aus den USA importiert worden, sondern die ersten Soziologie-Institute der Bundesrepublik hätten methodisch aus dem Wissen von „Reichssoziologen“ geschöpft.
Klingemanns Buch „Soziologie im Dritten Reich“ (1996) löste heftige soziologiehistorische Debatten aus, wobei die Grenzen der sachlichen Auseinandersetzung weit überschritten wurden. Klingemann zählt laut Hans-Georg Soeffner neben anderen zu denen, die sich um die „Entmythologisierung“ der Legende von der Nichtexistenz der Soziologie im nationalsozialistischen Deutschland verdient gemacht haben.

## Schriften (Auswahl)
- Theorien und Funktionen des säkularen Staatsinterventionismus. Ökonomische Eingriffsmodelle und gesellschaftliche Ordnungsvorstellungen in der Bundesrepublik Deutschland seit 1945. Hochschulschrift, Münster 1979 (Dissertationsschrift Universität Münster)
- Heimatsoziologie oder Ordnungsinstrument. Fachgeschichtliche Aspekte der Soziologie in Deutschland zwischen 1933 und 1945, in: M. Rainer Lepsius (Hg.): Soziologie in Deutschland und Österreich 1918-1945. Sonderheft 23 der Kölner Zeitschrift für Soziologie und Sozialpsychologie, Westdeutscher Verlag, 1981, ISBN 3-531-11575-8, S. 273–307. S. S. 273–307.
- Rassenmythos und Sozialwissenschaften in Deutschland. Ein verdrängtes Kapitel sozialwissenschaftlicher Wirkungsgeschichte. Westdeutscher Verlag, Opladen 1987, ISBN 3-531-11873-0 (Herausgeber).
- Soziologie im Dritten Reich. Nomos-Verlag, Baden-Baden 1996, ISBN 3-7890-4298-6.
- Soziologie und Politik. Sozialwissenschaftliches Expertenwissen im Dritten Reich und in der frühen westdeutschen Nachkriegszeit. VS, Verlag für Sozialwissenschaften, Wiesbaden 2009, ISBN 3-531-15064-2.
- Soziologie im Deutschland der Weimarer Republik, des Nationalsozialismus und der Nachkriegszeit. Der schwierige Umgang mit einer politisch-ideologisch belasteten Entwicklungsphase.  Springer VS, Wiesbaden 2020, ISBN 978-3-658-30615-1.